# Dansk Melodi Grand Prix 1965
Dansk Melodi Grand Prix 1965 var det niende Danske Melodi Grand Prix, og fandt sted 18. februar 1965 i Radiohusets Studie 2 i København. Dette blev ikke transmitteret i fjernsynet, men foregik som en lukket konkurrence.
Vinderen blev "For din skyld" sunget af Birgit Brüel, som blev nummer 7 i Eurovision Song Contest.

## Deltagere
| Nr. | Sang               | Sanger (Sanger i anden omgang) | Sangskriver(e)                  | Points | Placering |
| --- | ------------------ | ------------------------------ | ------------------------------- | ------ | --------- |
| 1   | For din skyld      | Birgit Brüel                   | Jørgen Jersild, Poul Henningsen | -      | 1         |
| 2   | Drømmefloden       | Birgit Brüel                   | Bent Axen, Klaus Rifbjerg       | -      | -         |
| 3   | Først nu           | Birgit Brüel                   |                                 | -      | -         |
| 4   | Forårsvise         | Bjørn Tidmand                  |                                 | -      | -         |
| 5   | Erindring          | Poul Bundgaard                 |                                 | -      | -         |
| 6   | At give dig gaver  | Otto Brandenburg               |                                 | -      | -         |
| 7   | Hele verdens Jenka | Daimi                          |                                 | -      | -         |
| 8   | Som du er          | Birthe Wilke                   |                                 | -      | -         |

## Eksterne kilder og henvisninger
| Musik | Spire Denne musikartikel er en spire som bør udbygges. Du er velkommen til at hjælpe Wikipedia ved at udvide den. |